# Maillingerstraße (metropolitana di Monaco di Baviera)
Maillingerstraße è una stazione della metropolitana di Monaco di Baviera inaugurata il 28 maggio 1983.
È servita dalle linee U1 e U7.